# Љуан Хајра
Љуан Хајра (алб. Luan Hajra; Косовска Митровица, 31. јул 1949 — Приштина, 27. фебруар 2022) био је албански и југословенски певач. Учествовао је на југословенском избору за Песму Евровизије 1975. са нумером Данас или сутрадан, где је заузео четврто место.

## Дискографија
Студијски албуми
- (1980)

Синглови
- (1975)
- (1975)